# Marcelle Praince
Marcelle Praince, ou Marcelle Prince, est une actrice française, née Célestine Cardi, le 9 juin 1882 à Vigeois (Corrèze), morte le 26 octobre 1969 à Maisons-Laffitte (Yvelines).

## Biographie
Marcelle Praince débute au théâtre vers 1905. En 1912, elle aborde le cinéma muet en tournant quatre courts-métrages comiques avec Charles Prince. Avant l'apparition du parlant, elle poursuit parallèlement une carrière théâtrale et cinématographique.
À partir de 1930, elle incarne au cinéma des rôles correspondant à son âge, grands-mères, concierges, vieilles comtesses et même chiromancienne. Elle joue, entre autres, sous la direction de Robert Siodmak, Jean Dréville, Maurice Tourneur, Marcel L'Herbier, Marcel Carné.
En 1959, elle quitte la scène et l'écran.
Elle est inhumée au cimetière parisien de Saint-Ouen (Seine-Saint-Denis).

## Filmographie
- 1912 : Rigadin entre deux flammes de Georges Monca
- 1912 : Rigadin et le Chien de la baronne de Georges Monca
- 1912 : Rigadin et la Lettre anonyme  de Georges Monca
- 1912 : Les Perruques de Rigadin de Georges Monca
- 1912 : Comment Rigadin fait les commissions de Georges Monca
- 1913 : Les Cendres de Rigadin de Georges Monca
- 1913 : La Maison du baigneur de Georges Monca et Adrien Caillard
- 1913 : Les Deux Noblesses de René Leprince : la comtesse d'Espars
- 1914 : La Femme à papa  de Georges Monca
- 1916 : Blessure d'amour, production Pathé
- 1919 : Quarante H.P de Jacques Grétillat : Luce de Lancret
- 1930 : La Femme et le Rossignol d'André Hugon : la comtesse de Bellefeuille
- 1931 : Rien que la vérité de René Guissart : Madame Regnier Lambert
- 1931 : Rive gauche d'Alexander Korda : Liane
- 1932 : Faut-il les marier? de Karel Lamač et Pierre Billon : Miss Flora
- 1933 : Hortense a dit j'm'en f…, moyen métrage de Jean Bernard-Derosne : Mme Dingue
- 1933 : Le Coucher de la mariée de Roger Lion : la mère
- 1933 : Je vous aimerai toujours (T'amero sempre)  de Mario Camerini
- 1933 : Un fil à la patte de Karl Anton : la baronne
- 1933 : La Robe rouge de Jean de Marguenat : Madame Vagret
- 1934 : Sapho  de Léonce Perret : Rosa
- 1935 : J'aime toutes les femmes de Karel Lamač : Madame Durand
- 1936 : Pluie d'or de Willy Rozier
- 1935 : Le Roman d'un jeune homme pauvre d'Abel Gance : Mme Laroque
- 1935 : La Vie parisienne de Robert Siodmak : Liane d'Ysigny
- 1936 : L'École des journalistes de Christian-Jaque : Mme Brigoule
- 1936 : La Garçonne de Jean de Limur : Madame Lerbier, la mère de Monique
- 1936 : L'Homme du jour de Julien Duvivier :  Mme Pinchon, une pensionnaire
- 1936 : La Souris bleue de Pierre-Jean Ducis : Madame Leboudier
- 1936 : Le Chemin de Rio de Robert Siodmak : Juana
- 1937 : Maman Colibri de Jean Dréville : Madame Ledoux
- 1937 : Un déjeuner de soleil de Marcel Cravenne : la mère
- 1937 : Le Choc en retour de Georges Monca et Maurice Kéroul : la comtesse de Bellecour
- 1938 : Katia de Maurice Tourneur : la grande-duchesse
- 1938 : Place de la Concorde de Carl Lamac : la mère de Marion
- 1938 : Le Veau gras de Serge de Poligny : Madame Van Houtentook
- 1939 : La Famille Duraton de Christian Stengel : Madame Martin
- 1939 : Saturnin de Marseille d'Yvan Noé : Adèle
- 1939 : Les Musiciens du ciel de Georges Lacombe : la mère Beaume
- 1939 : La Loi du nord / La Piste du nord de Jacques Feyder : la présidente
- 1939 : Entente cordiale de Marcel L'Herbier : Lady Clayton
- 1941 : L'An 40 de Fernand Rivers : la sourde
- 1941 : La Neige sur les pas d'André Berthomieu : Madame Romanay mère
- 1942 : Félicie Nanteuil de Marc Allégret : Mme Nanteuil
- 1944 : Les Petites du quai aux fleurs de Marc Allégret : Mme d'Aiguebelle
- 1944 : La Cage aux rossignols de Jean Dréville : la présidente
- 1944 : Florence est folle de Georges Lacombe : Madame Chantelouve
- 1945 : Le Père Goriot de Robert Vernay d'après Honoré de Balzac : Madame Vauquer
- 1946 : Le Mystérieux Monsieur Sylvain de Jean Stelli : la marquise
- 1946 : Les Trois Cousines de Jacques Daniel-Norman : Mme de Sainte-Lucie
- 1946 : Paris 1900 de Nicole Vedrès - documentaire -
- 1947 : Capitaine Blomet d'Andrée Feix
- 1948 : Bal Cupidon de Marc-Gilbert Sauvajon : Mme Chanut
- 1948 : Docteur Laennec de Maurice Cloche : la duchesse
- 1948 : Impasse des Deux-Anges de Maurice Tourneur : la duchesse
- 1949 : La Souricière de Henri Calef : Olga (non créditée)
- 1950 : La Dame de chez Maxim de Marcel Aboulker, d'après Georges Feydeau : la duchesse
- 1950 : Caroline chérie de Richard Pottier : Citoyenne Bouchon, la concierge
- 1951 : Agence matrimoniale de Jean-Paul Le Chanois : Mme Martin
- 1951 : Deux sous de violettes de Jean Anouilh : la vieille dame
- 1951 : Sous le ciel de Paris de Julien Duvivier : Madame Balthazar, la voyante
- 1952 : Les Sept Péchés capitaux de Claude Autant-Lara - dans le sketch : L'Orgueil : la présidente
- 1952 : Rue de l'Estrapade de Jacques Becker : Madame Fourcade
- 1954 : L'Air de Paris de Marcel Carné : la vieille dame
- 1954 : Madame du Barry de Christian-Jaque : Mme du Barry, mère (non crédité)
- 1955 : Le Village magique de Jean-Paul Le Chanois : la mère de Robert
- 1957 : Chaque jour a son secret de Claude Boissol : Madame Lezcano
- 1957 : Ariane (Love in afternoon) de Billy Wilder

## Théâtre
- 1906 : La Troupe de Chambertin de Paul Delaroy, théâtre des Folies-Dramatiques
- 1907 : Sa sœur de Tristan Bernard, théâtre de l'Athénée
- 1907 : Monsieur de Courpière d'Abel Hermant, théâtre de l'Athénée
- 1909 : 4 fois 7, 28 comédie en trois Actes de Romain Coolus aux Bouffes-Parisiens[2].
- 1909 : Un ange d'Alfred Capus, théâtre des Variétés
- 1912 : La Part du feu d'André Mouëzy-Éon et Marcel Nancey, théâtre des Bouffes Parisiens
- 1922 : La Sonnette d'alarme de Maurice Hennequin et Romain Coolus, théâtre de l'Athénée
- 1924 : La Danse de minuit de Charles Méré, mise en scène Victor Francen, théâtre de Paris
- 1928 : Le Carnaval de l'amour de Charles Méré, mise en scène Émile Couvelaine, théâtre de la Porte-Saint-Martin
- 1932 : Avril de Georges Berr et Louis Verneuil, théâtre des Variétés
- 1933 : Le Vent et la pluie de Georges de Warfaz, théâtre des Célestins
- 1933 : Tovaritch de Jacques Deval, mise en scène de l'auteur, théâtre de Paris
- 1936 : Les Innocentes, adaptation de la pièce The Children's Hour de Lillian Hellman, théâtre des Arts, avec Marcelle Géniat, Yolande Laffon et Jean Davy
- 1938 : Femmes de Clare Boothe, adaptation Jacques Deval, mise en scène Jane Marnac et Juliette Delannoy, théâtre Pigalle
- 1946 : Jeux d'esprits de Noel Coward, mise en scène Pierre Dux, théâtre de la Madeleine
- 1948 : Tovaritch de et mise en scène Jacques Deval, théâtre de la Madeleine
- 1948 : Les Enfants d'Edouard de Frederic Jackson et Roland Bottomley, adaptation Marc-Gilbert Sauvajon, mise en scène Jean Wall, théâtre Édouard VII
- 1950 : Harvey de Mary Chase, mise en scène Marcel Achard, théâtre Antoine
- 1951 : Harvey de Mary Chase, mise en scène Marcel Achard, théâtre des Célestins
- 1951 : Une nuit à Megève de Jean de Letraz, mise en scène Parisys, théâtre Michel
- 1952 : L'Amant de madame Vidal de Louis Verneuil, mise en scène de l'auteur, théâtre Antoine
- 1952 : Harvey de Mary Chase, mise en scène Marcel Achard, théâtre Antoine
- 1954 : Faites-moi confiance de Michel Duran, mise en scène Jean Meyer, théâtre du Gymnase
- 1954 : Gigi de Colette, mise en scène Jean Meyer, théâtre des Arts, tournée Karsenty
- 1955 : Gigi de Colette, mise en scène Jean Meyer, théâtre des Célestins, tournée Karsenty
- 1959 : Le Prince de papier de Jean Davray, mise en scène Jacques Charon, théâtre des Mathurins